# 세노야
《세노야》는 1989년 3월 6일부터 1989년 6월 30일까지 방영된 한국방송공사 1TV 일일연속극으로, 현대를 살아가는 이 시대의 여성상을 그려내는 드라마다.

## 등장 인물
- 이혜숙
- 김혜수
- 강효실
- 송승환
- 황민
- 박혜숙
- 김형자
- 박현정
- 이미경
- 양재성
- 전병옥
- 강정현
- 장순국
- 송영창
- 권경하
- 김승환
- 전원석
- 변우민
- 오기환
- 최경수
- 신성문
- 이승률
- 한진주
- 정소희
- 김은희
- 송은정
- 서상익
- 김상훈
- 최헌철
- 김상용
- 김윤영
- 박철
- 이재은
- 김민영
- 원혜진
- 양민수

## 제작진
- 기획: 최상식
- 극본: 송지나
- 연출: 운군일
- 기술감독: 이상성
- 영상: 신영춘
- 녹화: 이병희
- 음향: 박강열, 황인규, 정영진
- 조명감독: 정석중
- 조명: 전영수, 정의영, 김환경
- 음악효과: 백명제
- 음향효과: 강성범
- 주제가 작시: 고은
- 주제가 작곡: 김광희
- 주제가 노래: 양희은
- 카메라 감독: 이남무
- 카메라: 박덕윤, 소팔영, 한건용, 김승호
- 야외촬영: 이기용, 김봉환
- 야외조명: 김광수, 박용대
- 미술감독: 이석우
- 무대 디자인: 김학권
- 장치: 채중석, 김성준
- 작화: 김신의, 강찬용
- 무대효과: 정한식
- FRP: 최기석
- 소품: 이완열, 지만택
- 의상: 장선, 이윤규
- 타이틀 디자인: 배구직
- 분장: 강대영
- 미용: 조정혜
- 사진: 최승환
- 조연출: 윤용훈, 황준호
- 의상협조: 빅게이트
- 보조출연: (주) 한국예술

| 한국방송공사 1TV 일일연속극                   | 한국방송공사 1TV 일일연속극               | 한국방송공사 1TV 일일연속극                 |
| 이전 작품                                     | 작품명                                    | 다음 작품                                   |
| --------------------------------------------- | ----------------------------------------- | ------------------------------------------- |
| 사랑의 기쁨 (1988년 5월 2일 ~ 1989년 3월 3일) | 세노야 (1989년 3월 6일 ~ 1989년 6월 30일) | 회전목마 (1989년 7월 3일 ~ 1989년 11월 3일) |